# Rio Feneş (Olt)
O Rio Feneş é um rio da Romênia, afluente do Olt, localizado no distrito de Braşov.